# Folsomides nigrocellatus
Folsomides nigrocellatus är en urinsektsart som beskrevs av Fjellberg 1993. Folsomides nigrocellatus ingår i släktet Folsomides och familjen Isotomidae. Inga underarter finns listade i Catalogue of Life.